# Гаврилишин, Богдан Дмитриевич
Богдан-Владимир Дмитриевич Гаврилишин (укр. Гаврилишин Богдан Дмитрович, англ. Hawrylyshyn Bohdan Dmytrovych) (19 октября 1926 года, Коропец, Бучачский повят, Тарнопольское воеводство, Польская Республика — 24 октября 2016 года, Киев, Украина) — канадский, швейцарский и украинский экономист, общественный деятель и меценат, действительный член Римского клуба, президент Фонда Богдана Гаврилишина. Заслуженный деятель науки и техники Украины (1992), иностранный член Национальной академии наук Украины, почётный гражданин города Чорткова. Гражданин Канады.

## Биография
Родился в Тарнопольском воеводстве Польской Республики. Три года учился в начальной школе в селе Жизномир, затем в польскоязычной Бучачской государственной гимназии, которую после прихода советской власти превратили в среднюю общеобразовательную школу. С сентября 1941 года учился в Чортковской гимназии, а в 1943/44 учебном году — в Дрогобычской частной украинской гимназии.

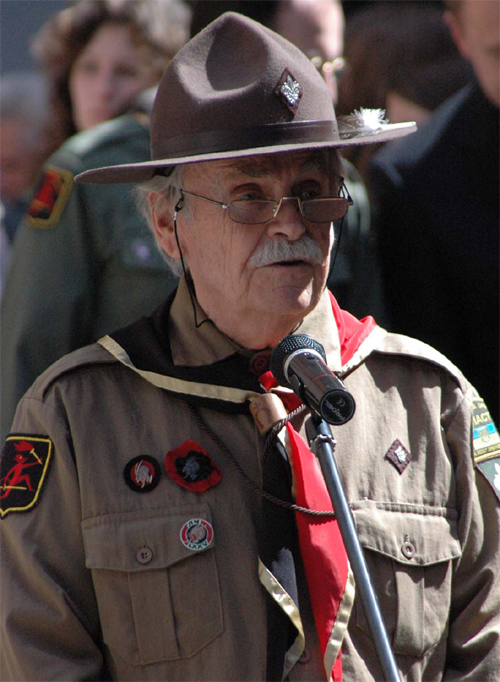
Б. Д. Гаврилишин в костюме скаутской организации «Пласт» (2007 год)

Во время Великой Отечественной войны вместе с миллионами советских граждан, был угнан вермахтом на работы в Германию. После разгрома нацистской Германии он некоторое время находится в лагере для перемещённых лиц, а в 1947 году, опасаясь репрессий со стороны Советской власти, Гаврилишин выехал в Канаду, где работал лесорубом и посещал вечерние классы для украинцев; помимо того участвовал в деятельности профсоюзов.
В 1952 году получил степень бакалавра, а в 1954 году — магистра по специальности «инженер-механик» в Университете Торонто. Некоторое время работал по специальности в Канаде, а в 1960 году переехал в Швейцарию, где в 1976 году получил в Женевском университете степень доктора философии по экономике. Почти 30 лет своей жизни он отдал Международному институту управленческого развития; с 1968 по 1986 год был его директором.
После начала Перестройки вернулся в Украинскую ССР и с 1988 года стал работать на общественных началах. После распада СССР и обретения Украиной независимости являлся советником нескольких президентов Украины, премьер-министров, председателей Верховной Рады.
В 1990 году он стал инициатором создания в Киеве Международного института менеджмента. Был членом созданной в 2011 году Инициативной группы «Первого декабря».
Оставил свой след, как меценат и благотворитель: созданный им благотворительный фонд имел своей целью обучение молодых граждан Украины, которые помогут трансформировать постсоветскую республику на основе опыта стран Европы.

## Награды и звания
- Орден Свободы (21 октября 2016 года, Украина) — за выдающийся личный вклад в повышение международного авторитета Украинского государства, многолетнюю плодотворную научную и благотворительную деятельность[8].
- Орден князя Ярослава Мудрого V степени (19 мая 2005 года, Украина) — за весомый личный вклад в развитие национальной экономической образования, плодотворную педагогическую деятельность, высокий профессионализм[9].
- Орден «За заслуги» III степени (16 октября 1996 года, Украина) — за личный вклад в укрепление украинской государственности, подъёма авторитета Украины в мире[10].
- Заслуженный деятель науки и техники Украины (1992 год)[11]
- Почётная грамота Кабинета Министров Украины (17 ноября 2001 года) — за многолетний добросовестный труд, весомый личный вклад в развитие национального образования и науки[12].
- Золотая Медаль Президента Итальянской Республики (1975 год).
- Орден «За интеллектуальную отвагу» (2011 год).
- Премия фонда Антоновичей (1991 год).
- Орден святого Николая Чудотворца[укр.] (19 октября 2016 года, УПЦ КП)[13].